# Kloster Norden

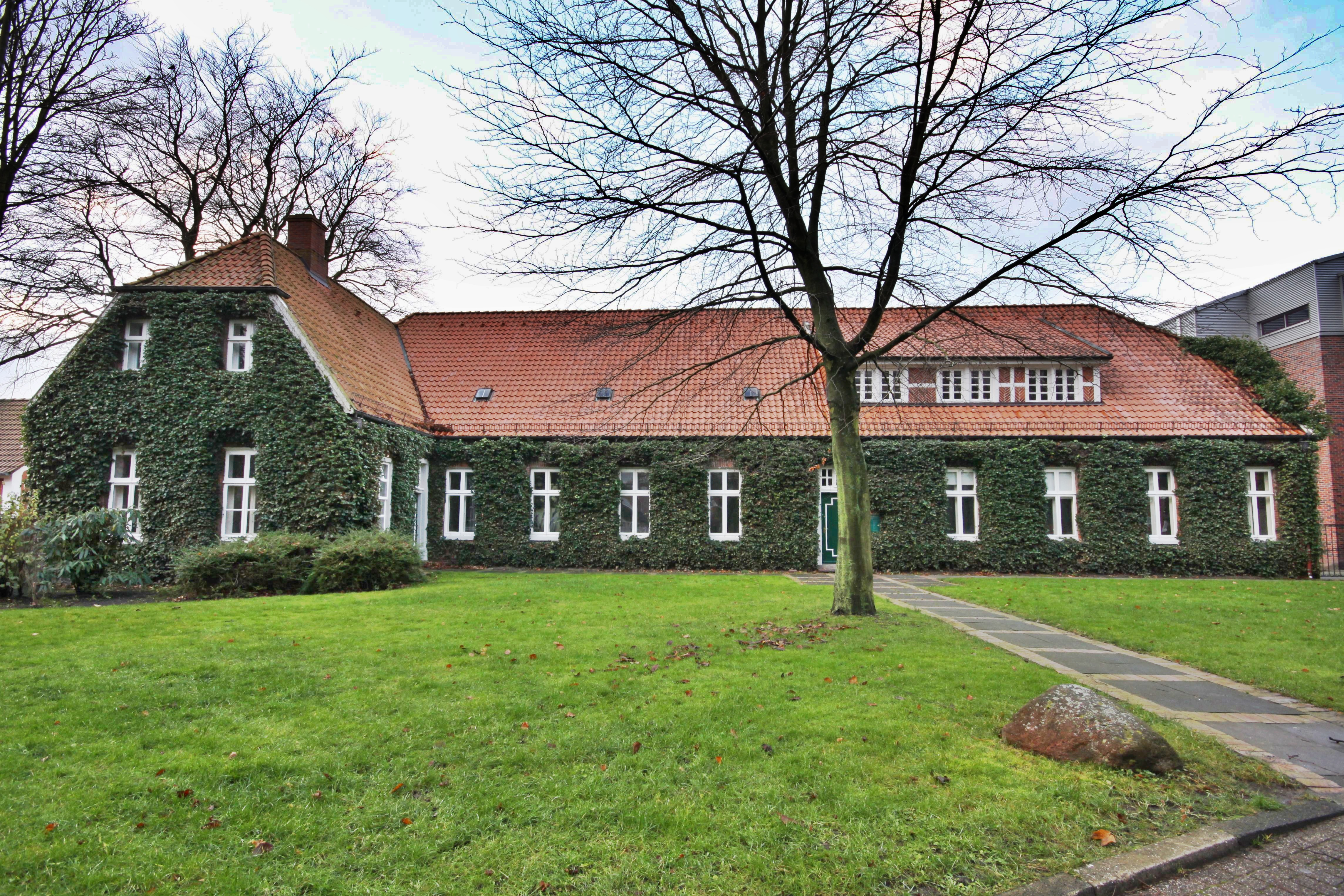
Der Fräuleinshof am Standort des ehemaligen Klosters. Der linke Gebäudetrakt – der frühere Wohnbereich der Nonnen – war auch als Prinzessinnenkammer bekannt, in dem Armgard und Theda, die Töchter Edzards I. lebten.

Das Kloster Norden ist ein ehemaliges Kloster der Dominikaner in Ostfriesland. Lokale Häuptlinge stifteten es um 1264. Nach der Reformation löste es sich als erstes Kloster Ostfrieslands noch vor 1530 auf. Anschließend wurden die Gebäude nach und nach abgetragen. Heute steht das Ulrichsgymnasium auf dem ehemaligen Klosterareal.

## Geschichte

### Gründung
Die Brüder des 1215 gegründeten Dominikanerordens sind von den Friesen in die Region gerufen worden. In einem Schreiben hatten sie sich im Jahre 1264 an das in Paris tagende Kapitel des Ordens gewandt und darum gebeten, „eine Niederlassung […] ohne Widerstreben zu gestatten“. Das Ordenskapitel beschloss daraufhin, in Friesland ein Kloster einzurichten. Möglicherweise steht die Gründung auch in Zusammenhang mit dem Wunsch, Friesen für Kreuzzüge anzuwerben, nachdem diese sich am Sechsten Kreuzzug im Jahre 1248 nicht in gewünschtem Umfang beteiligt hatten.
Die Niederlassung in Norden ist danach 1264 aus einer Schenkung der örtlichen Häuptlingsfamilien Reiner Egeramus (Eggers), Hicko Itzinga und Harko Udenga hervorgegangen. Diese hatten dem Orden am nördlichen Ende des Ortes ein Grundstück und ein Gebäude, das bis zu diesem Zeitpunkt als Münze diente, übereignet. Für die Anlage des Konvents sandten die Dominikaner Herardus aus dem Jakobskloster in Paris nach Norden. Dort muss die Gründung dann schnell vorangeschritten sein. Bereits 1269 wird das Kloster erstmals erwähnt. Geweiht war es der Maria und gehörte zur Ordensprovinz Teutonia, ab 1303 nach deren Ausgliederung zur Provinz Saxonia.

### Vom 13. Jahrhundert bis zur Reformation
Das Kloster genoss bald hohes Ansehen. Schon wenige Jahre nach seiner Gründung kamen 1269 in dem Kloster Abgeordnete des Emsigerland und der Hansestadt Bremen zusammen, um ihren Frieden von 1255 zu verlängern. In einem Schreiben der Federgoer, mit dem diese ihre Absicht bekundeten, dem Vertrag ebenfalls beizutreten, wird ausdrücklich die Vermittlerrolle der Dominikaner genannt. Zwei Jahre später trugen die Insassen zur Schlichtung eines Streites mehrerer Landesgemeinden Ostfrieslands mit dem Bischof von Münster bei.
Für das Jahr 1300 ist erstmals ein Provinzkapitel des Ordens in Norden belegt, an dem wahrscheinlich nur Mönche von Dominikanerklöstern aus der Umgebung teilnahmen. Weitere Kapitel sind für die Jahre 1337, 1383, 1422 und 1449 bekannt. In den Jahren 1318 sowie 1358 wurde das Kloster bei nicht näher bezeichneten Unruhen im Norderland besetzt und befestigt.
Von der Pestepidemie in den Jahren 1349/50 scheint das Kloster nicht betroffen gewesen zu sein. Möglicherweise steht aber die Schenkung der Kirche in Östringsfelde durch die eingesessenen (= besitzenden) Bewohner der Landesgemeinden Östringen und Wangerland in Zusammenhang mit der Seuche. Die Dominikaner richteten dort anschließend ein Nonnenkloster ein. Überliefert ist, dass bei der Pestepidemie des Jahres 1360 nahezu alle Mönche der Niederlassung in Norden starben. Schon wenige Jahre später (1367) werden aber wieder 16 Konventsmitglieder genannt. Bei der Zweiten Dionysiusflut 1377 wurde das Kloster stark in Mitleidenschaft gezogen. Die Wogen sollen damals von Osten in die Klostermauern eingedrungen sein. Weitere schwere Schäden erlitt das Kloster nach Ostern 1430 bei den Auseinandersetzungen des Häuptlings Udo von Norden, eines Sohnes von Focko Ukena, mit den Brookmännern. Diese wollten nach der Schlacht auf den Wilden Äckern ihren in Norden gefangengehaltenen Häuptling Ocko II. tom Brok unterstützen. Udos Anhänger flüchteten daraufhin in das Kloster, das die Brookmänner eroberten, plünderten und schließlich niederbrannten. Der anschließende Wiederaufbau war wohl auch durch Erbschaft Ockos möglich, der dem Konvent nach seinem Tode einen Teil seines Vermögens vermachte.
Das Ansehen des Klosters blieb in der Folgezeit hoch. Um 1400 bildete sich in der Stadt ein Kaland (Bruderschaften wohlhabender Bürger zur Verrichtung guter Werke) in Anlehnung an das Kloster. Zudem war es Grablege vornehmer Geschlechter. Im Chor der Klosterkirche fanden Sibet von Rüstringen, sein Schwager Udo von Norden, dessen Ehefrau Hyma Idzinga sowie Edzard Cirksena und dessen Frau Frauwa von Berum ihre letzte Ruhestätte.
Überlieferte Namen von Mönchen, die später Universitäten außerhalb der Region besuchten, lassen darauf schließen, dass die Insassen zum größten Teil aus Ostfriesland kamen. Vermutlich gab es im Norder Dominikanerkloster eine Schule, an der sich die Mönche auf die Studien vorbereiten konnten.
Im 15. Jahrhundert setzte offenbar eine Zeit des Niedergangs ein. Entgegen ihrem Armutsideal waren die Dominikaner wirtschaftlich wohl in so großem Umfang tätig, dass die Ordensoberen in Rom am 25. September 1475 verboten, im Kloster Handel zu treiben oder Waren anzubieten. Im Jahre 1502 unterzog sich der Konvent einer Reform, die von den Grafen Edzard I. und Uko, zwei Äbten und weiteren angesehenen Personen bezeugt wurde. Armgard und Theda, Töchter des Grafen Edzard, lebten 1511 und 1518 als Nonnen im Kloster.

### Reformation und Auflösung
Bereits zum 1. Januar 1527 lud der Dominikaner Hinrich Reese durch gedruckte Plakate, die er mit Duldung durch den Grafen Edzard I. in ganz Ostfriesland aushängen ließ, die gelehrten Theologen zu einer Disputation über seine vom reformatorischen Geist geprägten Thesen in das Norder Kloster ein. Nach Angaben von Eggerik Beninga kamen nahezu alle Geladenen, darunter auch Gerardus Synellius, Abt des Klosters Marienthal. Er war der einzige, der den alten Glauben verteidigte. Hysse van Ewsum, Priorin des Klosters Marienthal, schrieb damals, dass er und die wenigen verbliebenen glaubenstreuen Katholiken bei der Norder Disputation wüste Beschimpfungen über sich ergehen lassen mussten. Am Ende der Versammlung zog Reese seine Kutte demonstrativ aus und bekräftige so symbolisch seinen Bruch mit der katholischen Kirche.

Das Schulgebäude um 1840.

Als erstes Kloster in Ostfriesland löste sich das Dominikanerkonvent danach auf. Ein Großteil der Mönche verließ das Kloster, ein Prior gar mit einem beträchtlichen Teil der Wertgegenstände. Die Übrigen fand Graf Enno II. mit einer Rente ab. Anschließend nahm der Graf die Gebäude in Besitz und ließ sie seinen Bedürfnissen entsprechend für eine Hofhaltung umbauen. Während der Geldrischen Fehde wurde der Gebäudekomplex 1531 aber durch Balthasar von Esens niedergebrannt. Anschließend lag das Gelände für einige Zeit brach. 1558 diente das Gelände als Steinbruch, aus dem Baumaterialien für den Bau der Festungsanlagen in Aurich und Stickhausen gewonnen wurden. Auf dem Gelände des vormaligen Klosters entstand vor 1560 ein adeliges Damenstift, der Froichenhof (Fräuleinshof), in welches Theda und Armgard, die unverheirateten Töchter Edzards I. einzogen. Armgard verstarb 1559 in Leerort und Theda am 29. November 1563 auf einer Reise nach Aurich. 1567 gründete der Graf Edzard II. im Oisterhauss auff unserm hoiff zu Norden eine Lateinschule und stattete diese mit Einkünften aus eingezogenem Landbesitz des Klosters Marienthal aus. Diese Schule war die Keimzelle des Ulrichsgymnasiums, das heute das ehemalige Klosterareal bedeckt.

## Baugeschichte

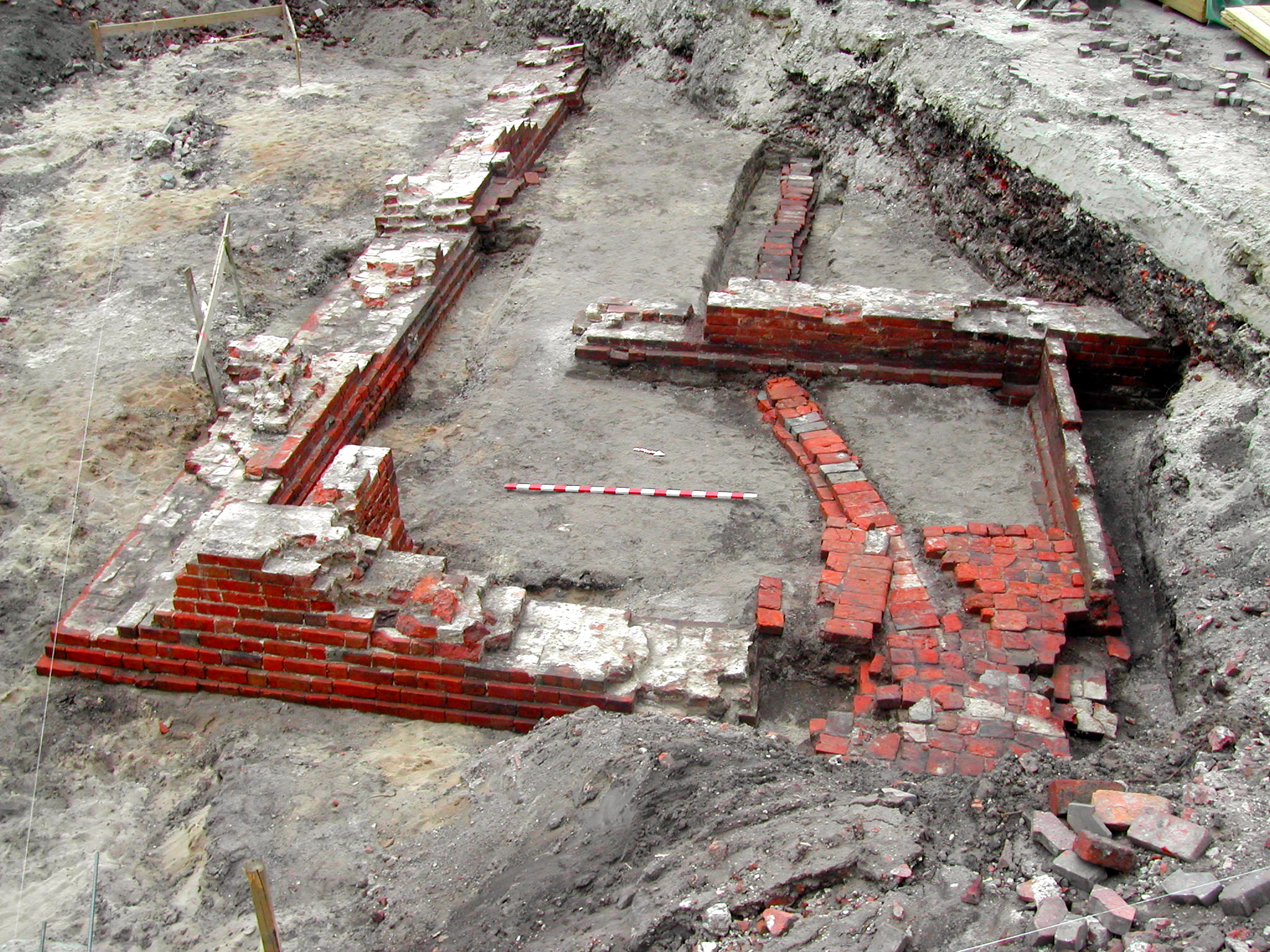
Der 2005 ergrabene Keller im Nordflügel des Dominikanerklosters.

Unmittelbar nach Gründung des Klosters begannen die Dominikaner vermutlich damit, die wichtigsten Gebäude, die für das Klosterleben nötig waren, also Gebetsraum (Oratorium), Küche und Speisesaal (Refektorium) sowie einen Schlafsaal (Dormitorium) in barackenartigen Gebäuden aus Holz zu errichten. In dem Vertrag von 1269 wird erstmals ein eigenes Haus der Dominikaner erwähnt. Im gleichen Jahr kam es in Norden infolge eines Gewitters zu einem großen Brand, durch den weite Teile der Stadt zerstört wurden. Ob auch das Dominikanerkloster betroffen war, ist unklar.
In der ersten Hälfte des 14. Jahrhunderts wurden die Gebäude durch Backsteinbauten ersetzt. Nach den Zerstörungen im Jahr 1430 ist das Kloster offenbar umfassend repariert worden. In einer Urkunde aus dem Jahre 1439 werden Stühle für den Chor der Kirche, Bodenplatten und Kalk genannt, die über Utrecht nach Norden transportiert wurden. Nach der Reformation ließ Enno II. 1529 Umbaumaßnahmen durchführen. Aber 1531 wurden weite Teile des Gebäudekomplexes zerstört und in einem erhaltenen Teil 1567 eine Lateinschule eingerichtet. So blieb das Oisterhauss an der Ostflanke des Klostergeländes an der heutigen Norddeicher Straße bis ins 20. Jahrhundert bestehen, ehe es in den Jahren 1851/52 durch einen Neubau ersetzt wurde. Damit verschwanden die letzten oberirdischen Reste der Klostergebäude.
Vom Dominikanerkloster konnten bisher die Kirche und Teile der nördlich gelegenen Klausurgebäude einschließlich eines Kellers im Nordflügel ergraben werden. Dessen Grundmauern werden in einem Schauraum des Ulrichsgymnasiums gezeigt. In diesem Teil des Klosters wird der Wirtschaftsbereich vermutet.
Bei den Grabungen kamen zudem mehr als 3200 Scherben von Fensterglas zutage, die auf die Zeit von 1320 bis 1340 datiert werden. Die Hälfte davon trug Bemalungen in Grisaille-Technik, hinzu kamen zahlreiche farbige Stücke. Bei den Motiven überwiegen florale Darstellungen, die im Rahmen der Grisaille-Verglasung wohl Rankenmuster gebildet haben. Figurale Darstellungen sind hingegen selten. Für die Archäologen stehen die Scherben in ihrer Fülle stellvertretend für die ehemals prachtvolle Ausstattung wohl auch der übrigen ostfriesischen Konvente.
Mehr als 5000 Tierknochen entdeckte Tierknochen geben zudem Einblicke in den Speiseplan des Bettelordens in der Mitte des 15. Jahrhunderts.

## Wirtschaftstätigkeit
Der Grundbesitz des Klosters war nicht so umfangreich wie der des nahe gelegenen Marienthal. Er umfasste knapp 195 Diemat Land, das zum größten Teil an der nördlichen Gemeindegrenze von Osteel lag. Außerdem besaßen die Dominikaner ein Salzwerk. Die Bewohner am Sand- und Hollweg, an der Lauker- und Mackerriege sowie an der Mühlenlohne waren dem Kloster und nach dessen Auflösung seinem Rechtsnachfolger, dem Norder Amtmann, gegen das Privileg der Steuerfreiheit zum Handdienst verpflichtet.

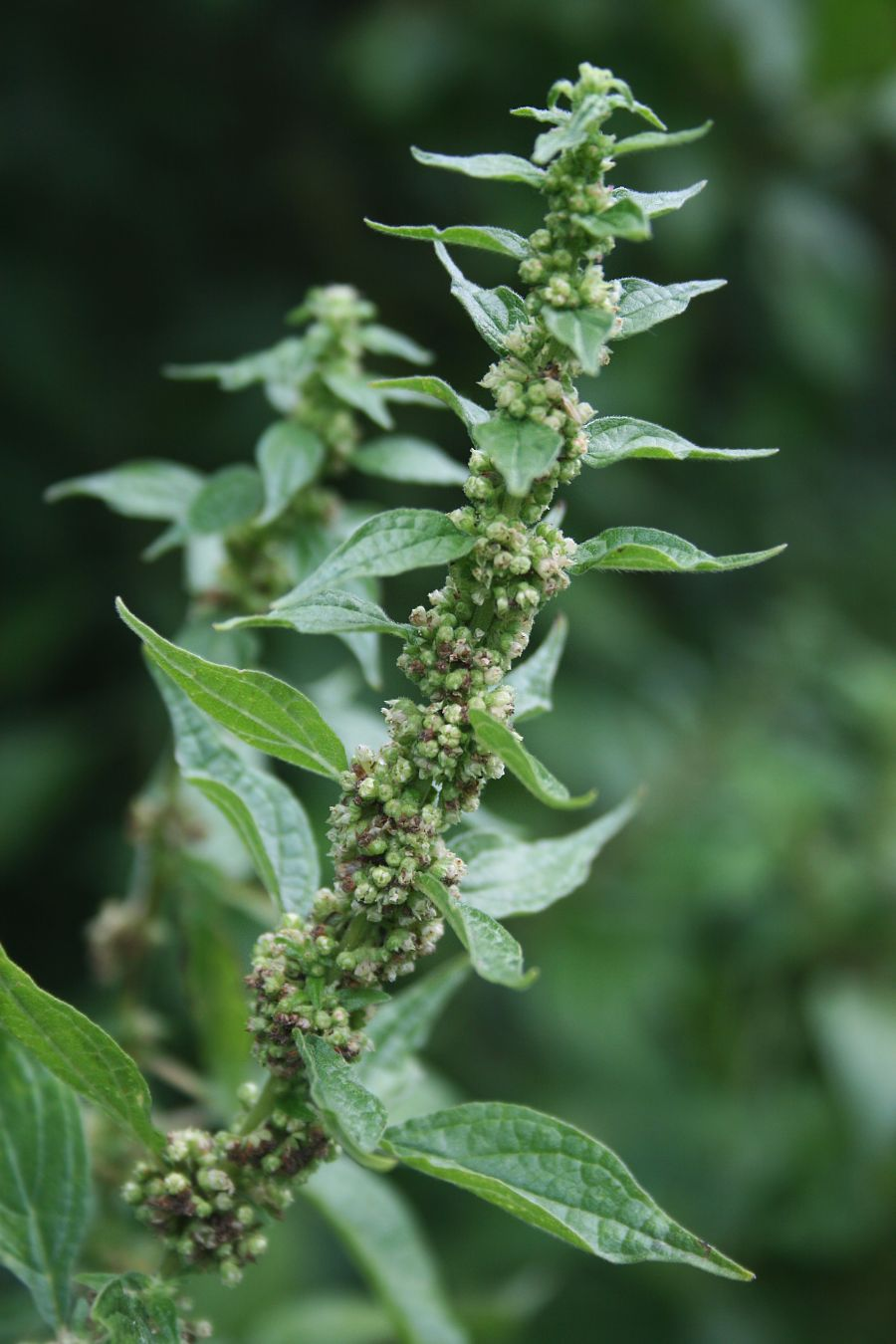
Aufrechtes Glaskraut

## Aufrechtes Glaskrautals botanische Erinnerung an das Norder Kloster
Der Heimatforscher Friedrich Sundermann entdeckte in den 1880er Jahren Aufrechtes Glaskraut auf dem ehemaligen Gelände des Dominikanerklosters und den angrenzenden Grundstücken. Sein Fund geriet in Vergessenheit bis der Pädagoge, Naturwissenschaftler und Memmerter Inselwart Otto Leege die Pflanze 1941 neu entdeckte. Er schrieb darüber einen ausführlichen Artikel mit dem Titel „Unkraut, das fast nur in Norden wächst, einst Heilpflanze in Klostergärten, heute Unkraut im Spiet“. Es gilt als wahrscheinlich, dass die Pflanzen Abkömmlinge des Aufrechten Glaskrauts sind, das vor der Zerstörung des Norder Klosters im Jahr 1531 von Domnikanermönchen als Heilpflanze angebaut wurde. Es diente der historischen Klosterapotheke als Mittel gegen Nierenschwäche, Verstopfung, Hautunreinheiten und Husten. Verabreicht wurde es vor allem als Tee, dem ein wenig Minze beigefügt wurde, um den unangenehmen Geschmack zu überdecken. Hier und dort dienten die Glauskrautblätter auch als heilsam Auflage bei Geschwulsten.
In Nordwestdeutschland kommt das Kraut erst südlich von Lingen vereinzelt vor. Fundstellen in Ostfriesland sind nur auf Borkum und in Norden vorhanden.